# Hr.Ms. Karel Doorman (1944)

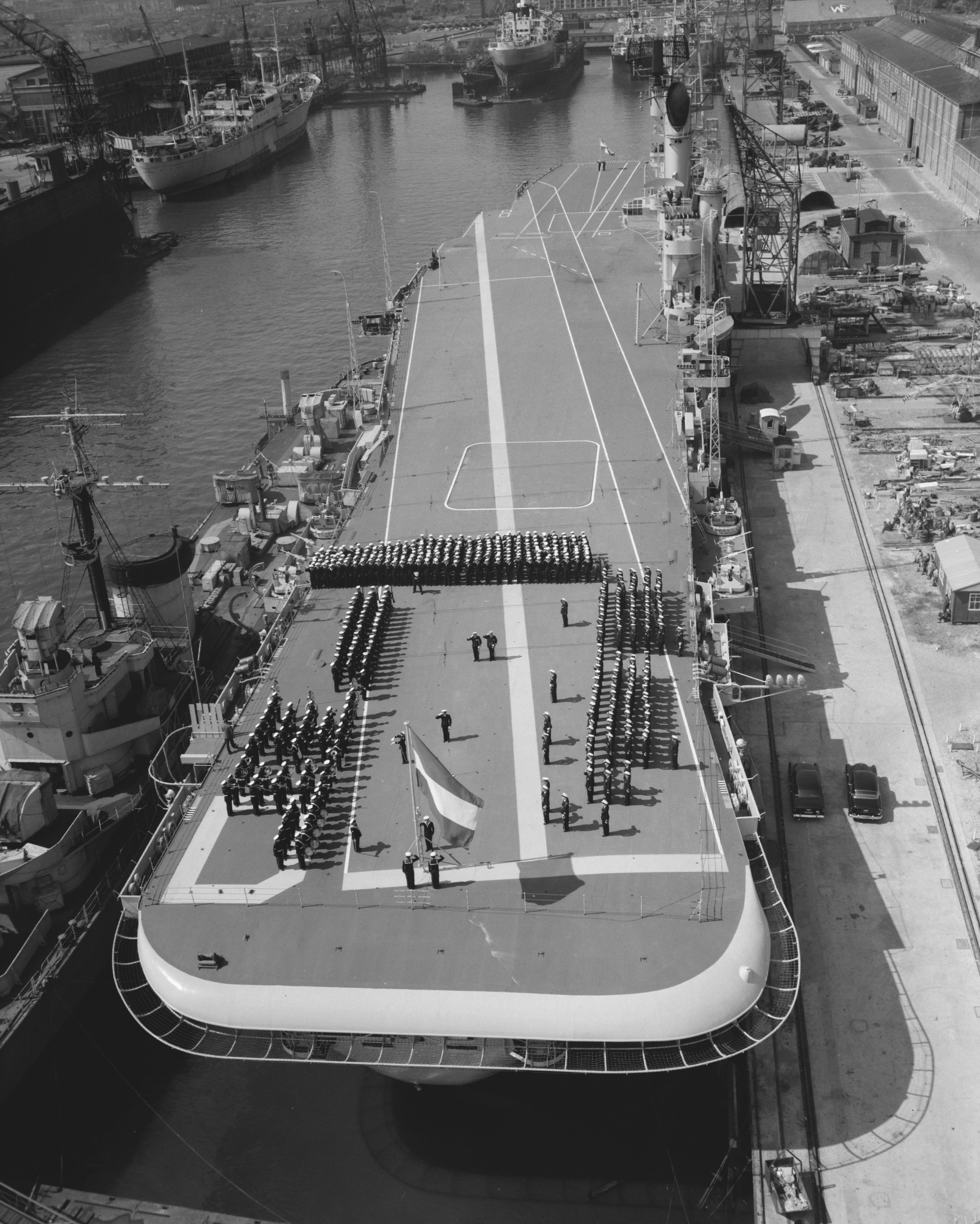
Heringebruikname van Hr.Ms. Karel Doorman op 28 mei 1958

Hr.Ms. Karel Doorman (R 81) was het tweede en laatste vliegdekschip van de Koninklijke Marine. Het was, tot de komst van de huidige Karel Doorman, qua lengte en breedte tevens het grootste schip dat ooit bij de Nederlandse marine heeft gevaren.

## Achtergrond
Het schip behoorde tot de Colossusklasse. Het was op de werf van Cammell Laird in Birkenhead gebouwd. Het kwam op 17 januari 1945 in dienst bij de Royal Navy als HMS Venerable en heeft tijdens de Tweede Wereldoorlog vooral in de Grote Oceaan dienst gedaan.
In Nederlandse dienst is het schip vernoemd naar schout-bij-nacht Karel Doorman, die in 1942 tijdens de Slag in de Javazee als eskadercommandant met het vlaggenschip Hr.Ms. De Ruyter ten onder was gegaan.
In 1948 kwam het bij de Koninklijke Marine in dienst ter vervanging van het eerste vliegdekschip, met dezelfde naam, dat vanaf 1946 gehuurd was. Van juli 1955 tot juni 1958 werd het bij de Schiedamse scheepswerf Wilton-Fijenoord verbouwd om het geschikt te maken voor gebruik door straaljagers. Daarbij werd een hoekdek aangebracht van acht graden, de hydraulische katapult werd vervangen door een stoomkatapult en er werd een deklandingsspiegelsysteem geïnstalleerd.
Het schip bood aanvankelijk ruimte aan ongeveer 30 vliegtuigen. Door het gebruik van grotere en zwaardere toestellen na de verbouwing waren dat er nog 20.
Begin 1959 maakte het schip een reis naar de Verenigde Staten (Newport in Rhode Island en Fort Lauderdale in Florida), daarna naar de Antillen. Ook deed het mee aan diverse oefeningen bij Schotland.

## De laatste jaren
In 1960 maakte het schip een reis naar onder meer Nederlands-Nieuw-Guinea. De door de internationale gemeenschap afgedwongen overdracht van Nieuw-Guinea aan Indonesië, niet lang daarna, maakte dat de Nederlandse regering voor het vliegkampschip geen emplooi meer zag. In de toekomst zou de marine zich in hoofdzaak moeten richten op de bestrijding van onderzeeboten in de Atlantische Oceaan, in samenwerking met NAVO-bondgenoten. Een zelfstandige rol, buiten NAVO-gebied, was geen optie meer. Besloten werd om alle investeringen in de Doorman te staken en het schip omstreeks 1970 uit de vaart te halen. De in 1956 aangeschafte Hawker Seahawk-jachtvliegtuigen werden in 1964 uitgefaseerd en gesloopt.
Op 28 april 1968 brak brand uit aan boord, eerst in het voorste ketelruim en vervolgens ook in het achterste ketelruim. Voor de twee jaar die het schip nog in dienst zou zijn, werd reparatie niet zinvol meer geacht. Op 14 oktober van dat jaar werd het verkocht aan Argentinië dat het omdoopte tot ARA Veinticinco de Mayo (naar de revolutie van 25 mei 1810).
Tijdens de Falklandoorlog in 1982 was het schip nog in dienst. Na het zinken van de kruiser ARA General Belgrano werd het schip teruggetrokken tot de wateren boven het Argentijns continentaal plat, waar de Britse onderzeeboten niet konden volgen. In juni 1986 werd het uit de vaart genomen omdat voor modernisering geen geld beschikbaar was. Het schip is in maart 1999 bij Alang (India) op het strand gezet en gesloopt.

## Vliegtuigen
Aanvankelijk deden Fairey Firefly-patrouillevlieguigen en Hawker Sea Fury-jachtvliegtuigen dienst. Na de verbouwing kwamen Grumman Avengers en Hawker Sea Hawks aan boord. Ook waren toen vaak één of twee helikopters aanwezig. Vanaf 1961 werden de Avengers en de Sea Hawks vervangen door Grumman S-2 Trackers. Ook werd een aantal Sikorsky HSS-1 SeaBat anti-onderzeeboothelikopters meegenomen.
In Argentijnse dienst had het schip A-4 Skyhawks, S-2 Trackers, S-61 Sea Kings en later nog Super Etendards aan boord.

## Trivia
- Het schip kreeg onder marinepersoneel bijnamen als "dikke boot" en Hr.Ms. Rookverbod. Dat laatste in verband met de strenge veiligheidsnormen. Tijdens handelingen aan boord waarbij brandstof of munitie betrokken was klonk een vastgesteld trompetsignaal met daarop gevolgd de kreet  'rookverbod op het gehele schip'  of ' rookverbod op alle open dekken '.
- Het schip verrichtte de openingshandelingen voor de Nieuwe Haven in 1954, het nieuwe marinecomplex van de Koninklijke Marine.